# エクリチュール (哲学)
エクリチュール（仏: écriture「書き言葉」）は、パロール（話し言葉）に対して用いられる、哲学用語の一つである。現代において、エクリチュールとパロールの二項対立とその差異に注目したのは、フランス現代思想家のジャック・デリダである。したがって、哲学思想において、エクリチュールと呼ぶときは、まず西欧社会にパロール本位主義（音声中心主義（fr:Phonocentrisme））があるとし、それに潜んでいた倒錯を暴くためのシステムが問題となる。それは、脱構築のための最初の手立てであった（詳細は「脱構築」を参照）。
しかし、たとえばモーリス・ブランショにおいては、本質的に死を含む言語活動として、またロラン・バルトにおいては、快楽の知的媒介として、それぞれ機能している。エクリチュールは、話し言葉に対して、書き言葉の特質に注目したときに用いられるタームである。したがって、その思想家の数だけ、その意義が存在すると言っても過言ではないため、留意が必要である。